# أون تشيو سينغ
أون تشيو سينغ (1916 - 31 مارس 2022) طبيبة سنغافورية، اشتهرت بكونها واحدا من أوائل أطباء أمراض النساء والتوليد في بلادها. ولدت في بينانغ، وتلقت تعليمها في كل من الهند وسنغافورة وعملت في مستشفى كاندانغ كيرباو قبل إنشاء عيادتها الخاصة.

## النشأة والتعليم
ولدت أون في بينانغ، الملايو البريطانية، في عام 1916. وكان والدها رجل أعمال من أصل صيني. وهي الأصغر بين عشرة أطفال، عملت كممرضة في الثلاثينات حتى أقنعها أحد أشقائها الستة بأن تكون طبيبة. فلتحقت بكلية الملك إدوارد السابع للطب في عام 1940 ولكن كان عليها الانتقال إلى الهند خلال الحرب العالمية الثانية.
تخرجت في الهند، من كلية ويلسون، مومباي مع مرتبة الشرف الثانية من الدرجة العليا، ثم التحقت بكلية ليدي هاردينغ الطبية في دلهي. ثم عادت إلى سنغافورة في يونيو 1946، حيث استأنفت دراستها في كلية الملك إدوارد السابع للطب وتخرجت في عام 1948 بشهادة في الطب والجراحة.

## المسيرة المهنية
أصبحت أون في عام 1955، عضوا في الكلية الملكية لأطباء النساء والتوليد. وافتتحت عيادتها الخاصة في عام 1959، بعد أن عملت في مستشفى كاندانغ كيرباو كاحد المتخصصين الرائدين في أمراض النساء والتوليد في البلاد. وعينت في عام 1961، في مجلس القابلات في سنغافورة.
كانت عضوا في اللجنة الطبية الاساسية لبعثة سري نارايانان للمرضى المسنين من عام 1984 إلى عام 2000. وتقاعدت كطبيبة في عام 1991، وبعد ذلك كرست نفسها لمساعدة مرضى الخرف. حيث ساعدت في تأسيس أول مركز للمصابين بالخرف في سنغافورة، والمسمى أبيكس هارموني لودج، وكانت رئيسة له منذ تأسيسه في عام 1999 حتى عام 2012.

### السنوات اللاحقة
شُخصت أون بالخرف في عام 2013. وفي يناير 2022، ثبتت إصابتها ب بكوفيد-19. وعلى الرغم من تعافيها، إلا أن صحتها بدأت في التدهور في الأشهر اللاحقة، عندما فقدت شهيتها ورؤيتها. وتوفيت في 31 مارس 2022، عن عمر يناهز 106 عاماً. وقد أشادت الرئيسة حليمة يعقوب بأون على فيسبوك قائلة: «سنتذكرها تفانيها في خدمة الفئات المستضعفة. قلبي مع عائلتها».

## الحياة الشخصية
ظلت أون عزباء طوال حياتها، ووصفت نفسها بأنها شخص «مستقل»، على الرغم من أنها عاشت مع خادمة إندونيسية في سنواتها الأخيرة.  وفي مقابلة مع الجمعية الطبية السنغافورية، استشهدت أون بأجاثا كريستي كواحدة من أكثر مؤلفيها المفضلين: «عندما كنت أتدرب، لم يكن هناك الكثير للقيام به كلما كان المريض في حالة مخاض لذلك كنت أجلس في غرفة الانتظار على أهبة الاستعداد مع كتابي». وقد كانت أون أيضا لاعبة جونغ مُتَحَمِّسة. 

## التقدير
حصلت أون على العديد من الجوائز لمساهماتها في مجال الرعاية الصحية في سنغافورة، بما في ذلك ميدالية الخدمة العامة (2000)؛ وجائزة وزارة الصحة للإنجاز مدى الحياة (2011)؛ ونجمة الخدمة العامة (2013). في عام 2014، كرمت أون بأدخالها في قاعة مشاهير النساء في سنغافورة. وحصلت في يناير 2021، على الدكتوراه الفخرية من جامعة سنغافورة الوطنية.